# Camana Rock
Der Camana Rock ist eine Felsenklippe im südlichen Teil der Stromness Bay an der Nordküste Südgeorgiens. Er liegt auf halbem Weg zwischen dem Kelp Point und dem Harrison Point.
Wissenschaftler der britischen Discovery Investigations kartierten ihn 1927 und 1929. Das UK Antarctic Place-Names Committee benannte ihn 1957 nach dem Robbenfänger Camana der Tønsbergs Hvalfangeri in Husvik.